# Photedes urbahni
Photedes urbahni är en fjärilsart som beskrevs av Charles Boursin 1956. Photedes urbahni ingår i släktet Photedes och familjen nattflyn. Inga underarter finns listade i Catalogue of Life.